# Lychnologie
Lychnologie ist ein Spezialgebiet der archäologischen Forschung, das sich mit den Fragen der künstlichen Leuchtmittel im Altertum und in den Epochen bis zur frühen Neuzeit befasst.  
Der bisher vorwiegend in der französischen Fachsprache verwendete Name ist abgeleitet von griechisch lychnos (= Lampe, Leuchter, Licht). Als Träger der Fachforschung gilt in erster Linie die International Lychnological Association (ILA). Forschungsobjekt sind die technischen, wirtschaftlichen und kulturellen Aspekte der Leuchtgeräte, also die Herstellung, Ausbreitung und Entwicklung der Lampentypen seit den Anfängen in der ersten Hälfte des ersten vorchristlichen Jahrtausends.